# Kotnalli, Badami
Kotnalli là một làng thuộc tehsil Badami, huyện Bagalkot, bang Karnataka, Ấn Độ.